# Mongoloraphidia drapetis
Mongoloraphidia drapetis là một loài côn trùng trong họ Raphidiidae thuộc bộ Raphidioptera. Loài này được U. Aspöck & H. Aspöck miêu tả năm 1993.